# Trix & Flix

Trix & Flix

Trix & Flix là 2 linh vật chính thức của UEFA Euro 2008 , được chính thức giới thiệu vào ngày 27 tháng 9 năm 2006. Chúng là một cặp song sinh. Chúng còn là 1 từ ghép của các từ Trix & Flix. Tên Trix & Flix đã được chọn bởi hơn 1,7 triệu người hâm mộ bóng đá, nhiều hơn các tên như Amijubi (ghép từ Amizade - Tình bạn và Jubilo - Niềm vui) và Zuzeco (ghép từ Azul - Xanh và Ecologia - Sinh thái). Linh vật mang thông điệp các vấn đề về môi trường, sinh thái & thể thao đã trở nên phổ biến đối với các đội bóng đá trên toàn châu Âu.
Ngày sinh của 2 linh vật này trùng với ngày Thanh niên ở Áo & Thụy Sĩ. Không có năm nào đánh dấu cuộc bầu cử không phân biệt chủng tộc đầu tiên ở quốc gia này. Warner Bros là tác giả thiết kế linh vật.
Khẩu hiệu chính thức của Trix & Frix là: "Lối chơi của Trix & Flix là lối chơi Fair Play. - Trix & Flix's game is Fair Play." Khẩu hiệu xuất hiện trên những bảng quảng cáo điện tử của UEFA Euro 2008.